# Taweret
Taweret ist die Schutzgöttin schwangerer Frauen in der ägyptischen Mythologie. Diese Gottheit ist auch unter den Synonymen Tauret und ihrer griechischen Bezeichnung Toeris bekannt. Teilweise finden sich auch die Schreibweisen Thoëris, Taueret, Taurt und Tueris, die auf ältere Lautübersetzungen der Hieroglyphenschrift zurückgehen.

## Bedeutung
Ihr Name Ta-weret bedeutet „Die Große“. In der Mythologie wird sie teils als Tierform der Göttin Mut, teils aber auch als eigenständige Gottheit verehrt. So gilt sie in Texten als Tochter des Re, Mutter von Isis und Osiris und Gemahlin des Seth.
Teilweise sollen Statuen der Göttin mit Gewändern schwangerer beziehungsweise stillender Frauen behängt worden seien, um diesen besondere Schutzkraft zu verleihen.
Im Alten Reich gilt Taweret den Menschen als besonders wohlwollend, speziell bei der Entbindung. In späteren Zeiten werden ihr dann auch Wesenszüge eines Dämons zugeordnet. 
In Gebel el-Silsile wurde Taweret mit der Nilüberschwemmung in Verbindung gebracht.

## Darstellung
Taweret wird als aufrechtstehendes trächtiges Nilpferd mit teils nilpferdähnlichem oder löwenähnlichem Kopf, Löwenarmen und -beinen, einem Krokodilschwanz sowie menschlichen Brüsten dargestellt. In den Vordertatzen trägt die Figur Sa-Schleifen und manchmal in einer eine brennende Fackel zur Abwehr gegen Dämonen. Es gibt auch gelegentliche Abbildungen, die sie mit Menschenhaupt und dem Gehörn der Sonnenscheibe der Göttin Hathor zeigen. Darstellungen der Göttin finden sich als Skulpturen und auf Wandmalereien in ägyptischen Gräbern.

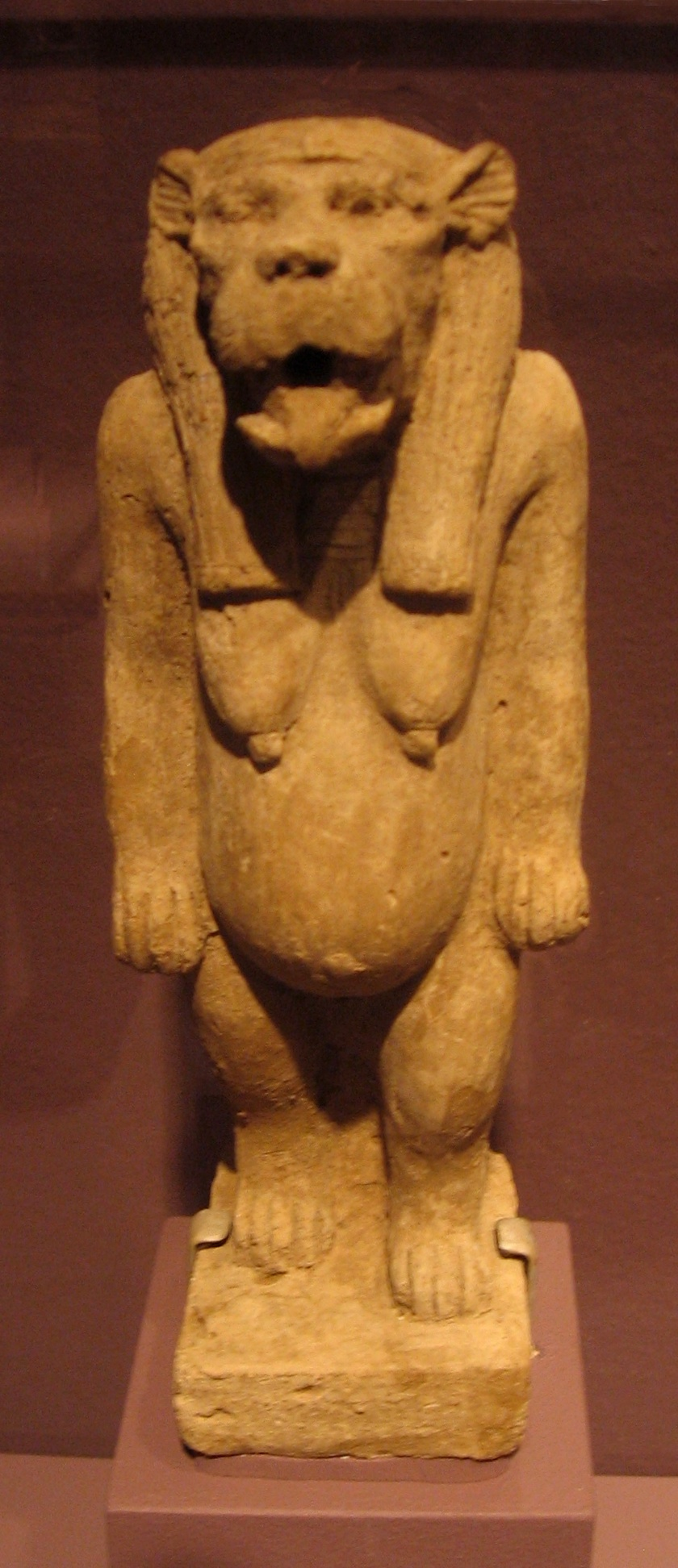
Kleine Götterstatue, Fundstück unter der Pyramide des Anlamani in Nuri
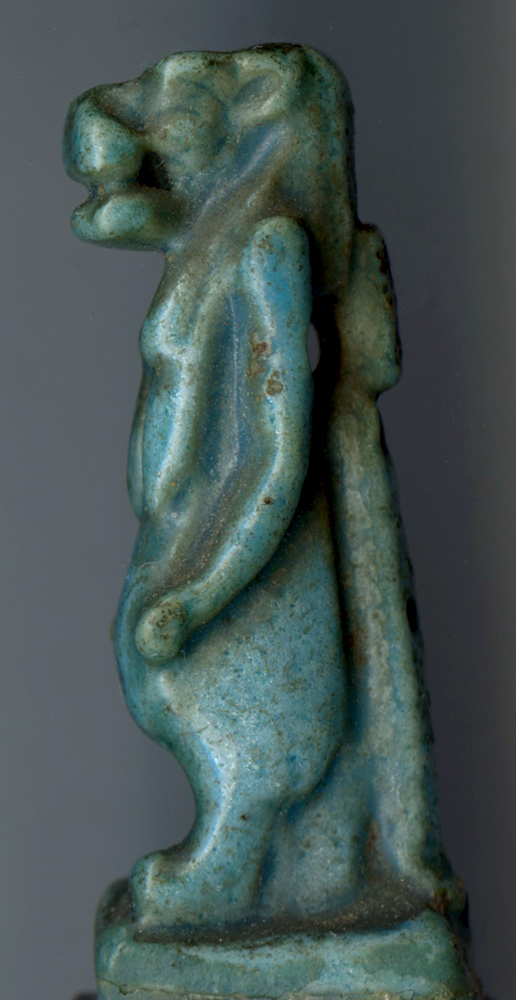
Taweret als Amulett
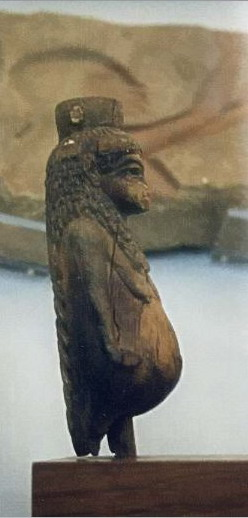
Kleine Skulptur aus Holz, Königin Teje als Taweret im Ägyptischen Museum Turin
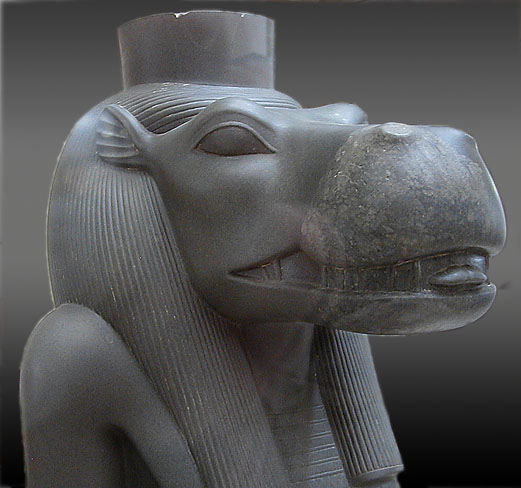
Statue der Taweret im Ägyptischen Museum Kairo, Inventarnummer CG 39194

## Kultorte
Taweret wurde in Deir el-Medina, im Fayyum, in Abu Simbel und im westlichen Gebel es-Sisile verehrt.